# Ryōsuke Mizumachi
Ryōsuke Mizumachi (水町亮介?, Mizumachi Ryōsuke; Imari, 10 settembre 1981) è un ex cestista giapponese.